# Kevil
Kevil är en stad (city) i Ballard County i delstaten Kentucky, USA. 2010 hade staden 376 invånare.